# Joachim Peters

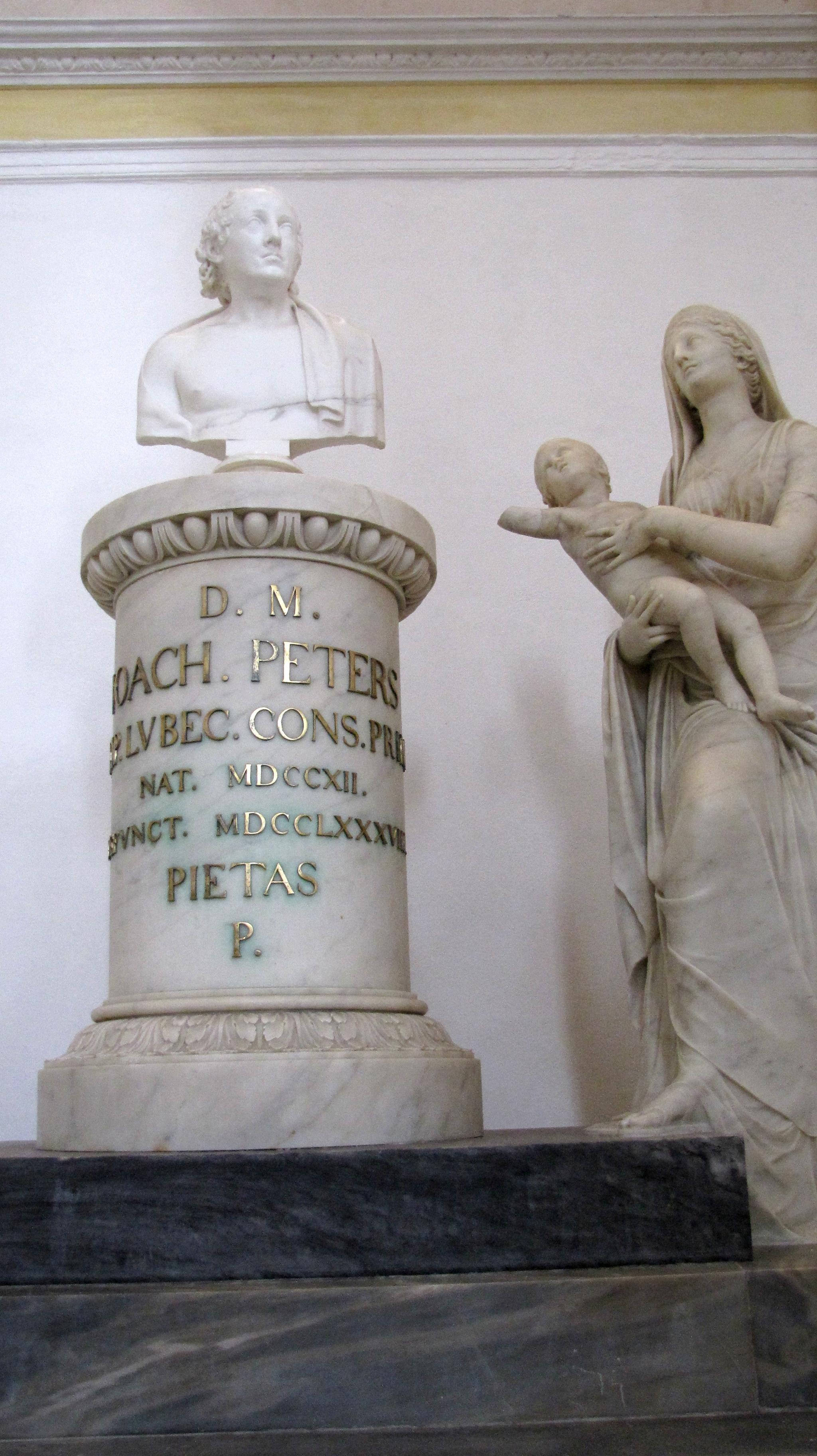
Epitaph in St. Marien

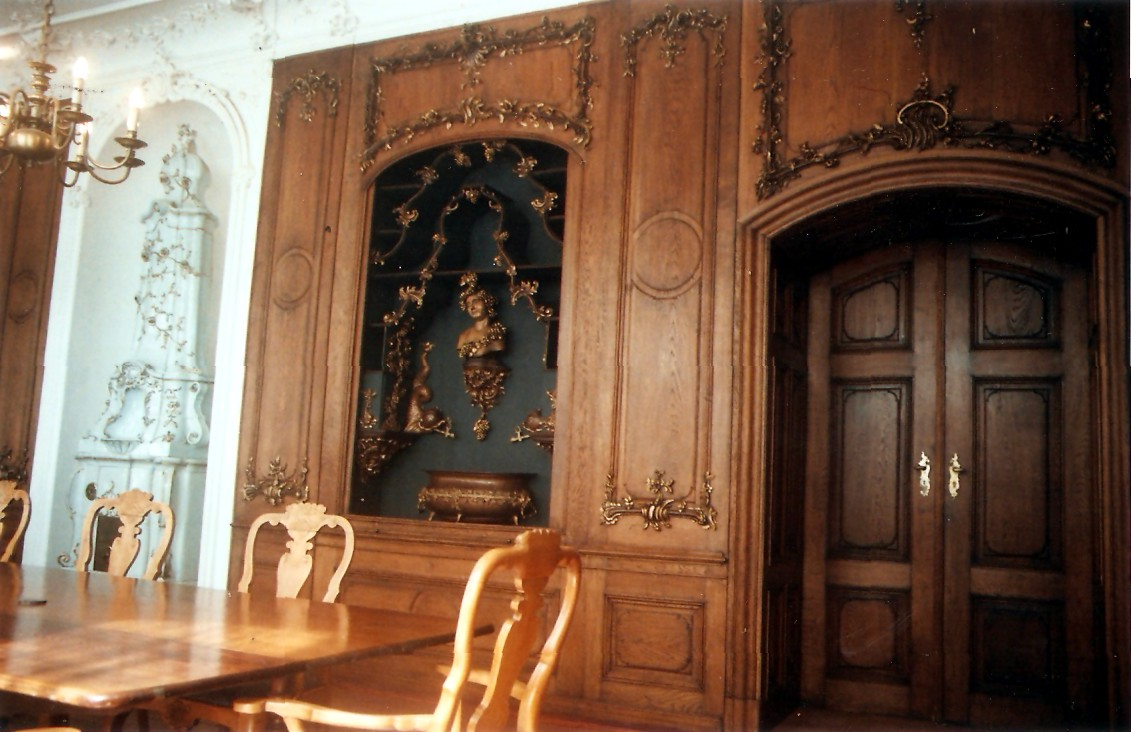
Von Peters 1762 in Auftrag gegebene Täfelung

Joachim Peters (* 1712 in Lübeck; † 27. November 1788 ebenda) war ein deutscher Kaufmann und Bürgermeister der Hansestadt Lübeck.

## Leben
Peters entstammte einer Wismarer Familie und wurde aus der Kaufmannskorporation der Novgorodfahrer 1755 in den Lübecker Rat gewählt. 1773 wurde er Bürgermeister der Stadt. Als Kaufmann arbeitete er mit Mattheus Rodde in einem Handelsgeschäft zusammen. Sein Epitaph befindet sich in der ehemaligen Warendorp-Kapelle, einer südlichen Seitenkapelle der Lübecker Marienkirche. Es ist eine Arbeit des Straßburger Bildhauers Landolin Ohmacht, die um 1795 entstanden ist.
Er wohnte im Hause Breite Straße Nr. 12. In diesem Hause ließ er 1762 im Erdgeschoss des Gartenflügels einen Saal mit einer aufwendigen, in Eiche geschnitzten Vertäfelung einrichten. Die Stadt Lübeck erwarb diesen denkmalgeschützten Innenausbau 1905 und versetzte ihn in das damals als Militärcasino, später als Finanzamt genutzte Haus Fleischhauerstraße 20, wo er heute noch von der Stadtverwaltung benutzt wird. Es handelt sich um einen der herausragenden Räume des Rokoko in der Lübecker Altstadt.